# دیوید پوپوویچی
دیوید پوپوویچی (رومانیایی: David Popovici؛ زادهٔ ۱۵ سپتامبر ۲۰۰۴) شناگر اهل رومانی است.
وی در مسابقات کشوری و بین‌المللی در مجموع برندهٔ ۸ مدال طلا، ۲ مدال نقره شده‌است.